# Horst Rittner

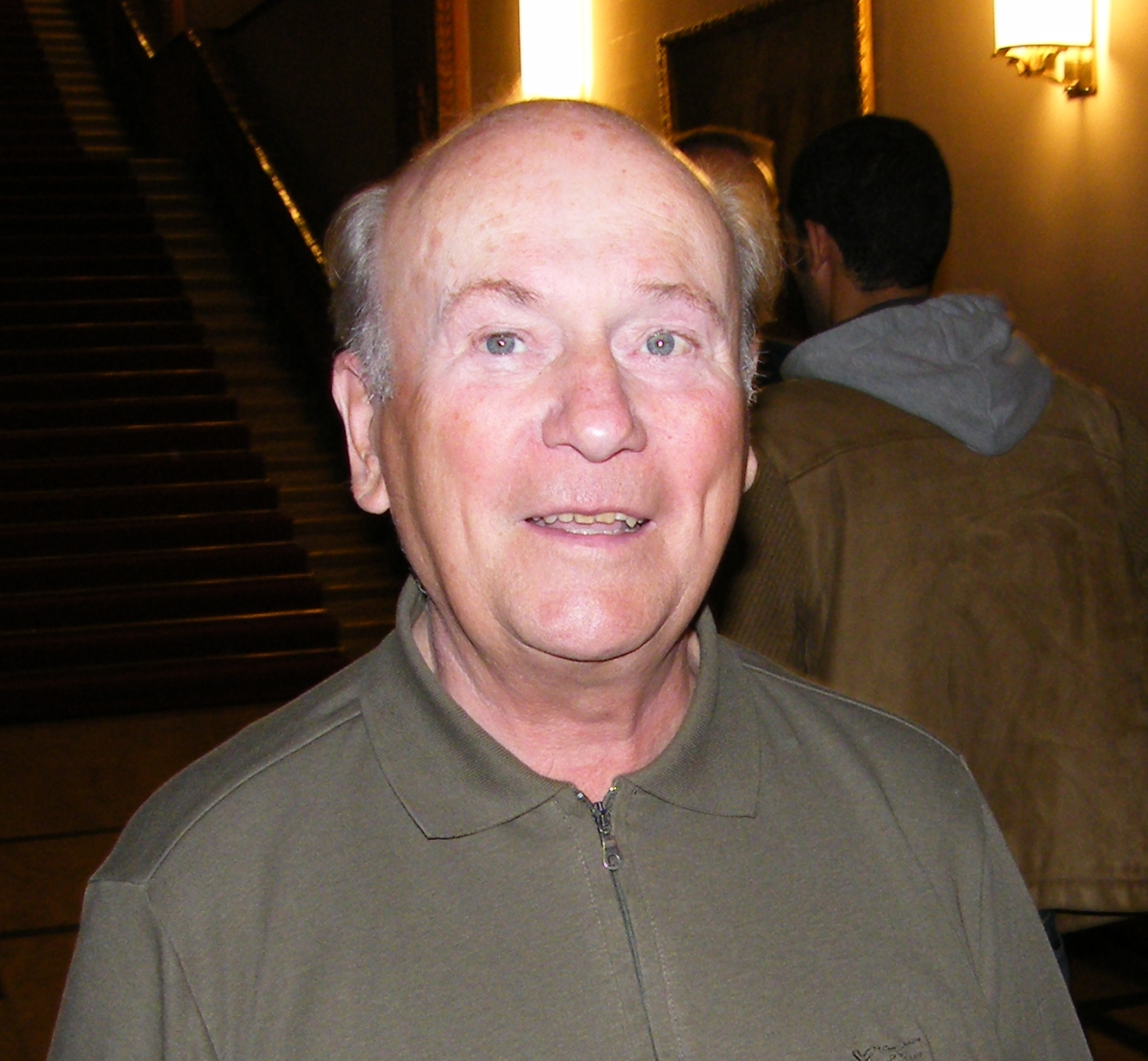
Horst Rittner, 2008

Horst Robert Rittner (* 16. Juli 1930 in Breslau; † 14. Juni 2021 in Berlin) war der 6. Fernschachweltmeister. Er war neben Fritz Baumbach der erfolgreichste deutsche Fernschachspieler.

## Der Funktionär
Von Beruf Bankkaufmann, wurde der in Berlin ansässige Schachspieler 1954 hauptberuflich Generalsekretär des Deutschen Schachverbandes der DDR. Anfang der 1960er Jahre war er Trainer beim TSC Berlin, danach von 1965 bis 1991 Redakteur der Zeitschrift Schach. In der Wochenpost redigierte er lange Jahre die Schachspalte, in der sich kommentierte Partien und Schachkompositionen abwechselten. Von 1961 bis 1991 war er Vizepräsident im ICCF und Vorsitzender der Qualifikationskommission. Für seine Verdienste wurde ihm 1979 die Ehrenmitgliedschaft im ICCF angetragen. Im Mai 2002 sprach ihm der Deutsche Schachbund Dank und Anerkennung in Form einer Ehrenurkunde aus.

## Fernschach
Anfang der 1950er Jahre machte er Bekanntschaft mit dem Fernschach und erzielte darin bemerkenswert rasch große Fortschritte. Im Jahre 1956 gewann er die Gesamtdeutsche Fernschachmeisterschaft, 1961 verlieh ihm die ICCF den Großmeistertitel für Fernschachspieler. Insgesamt erfüllte er (bis 2000) zehnmal die GM-Norm. 1966 siegte er im sehr stark besetzten Ragosin-Gedenkturnier.
Rittner gewann die von Juli 1968 bis September 1971 ausgespielte 6. Fernschachweltmeisterschaft vor Ex-Weltmeister Wladimir Sagorowski. Sein Erfolg fand ein gewisses Medienecho in der DDR. Vom Verband DTSB wurde ihm für den Titel die Friedrich-Ludwig-Jahn-Medaille verliehen.
Es gelang Rittner nicht, seinen Titel zu verteidigen oder wiederzuholen, obwohl er noch an zahlreichen weiteren Weltmeisterschaftsturnieren teilnahm.

## Turnierschach
Auch am Brett erreichte Rittner eine passable Spielstärke. Er nahm in den 1950er Jahren dreimal an der DDR-Meisterschaft teil. Mit dem Verein AdW Berlin spielte er in der Oberliga. Zuvor war er unter anderem für den SC Einheit Dresden aktiv. Er gewann die DDR-Mannschaftsmeisterschaft in den Jahren 1959 bis 1963 und erneut in den Jahren 1965 bis 1967.

## Privates
Horst Rittner war verheiratet und hinterließ zwei Söhne. Neben dem Schach war das Reisen sein Hobby.